# Славна (Тернопільський район)
Сла́вна — село в Україні, у Зборівській міській громаді Тернопільського району Тернопільської області. Розташоване на річці Західна (Мала) Стрипа, на заході району. До 2016 - адміністративний центр сільської ради.
Населення — 316 осіб (2007).

## Історія
Перша писемна згадка — 1765.
Діяли «Просвіта», «Сільський господар» та інші товариства, кооператива.
12 червня 2020 року, відповідно до розпорядження Кабінету Міністрів України № 724-р «Про визначення адміністративних центрів та затвердження територій територіальних громад Тернопільської області» увійшло до складу Зборівської міської громади.
19 липня 2020 року, в результаті адміністративно-територіальної реформи та ліквідації Зборівського району, село увійшло до складу Тернопільського району.

## Населення

### Мова
Розподіл населення за рідною мовою за даними перепису 2001 року:
| Мова       | Кількість | Відсоток |
| ---------- | --------- | -------- |
| українська | 313       | 100%     |

## Пам'ятки
- церква Покрови Пресвятої Богородиці (1790, дерев'яна),
- «фігура» на честь скасування панщини (1891).

## Соціальна сфера
Працюють ЗОШ 1 ступ., клуб, бібліотека, ФАП, торговельний заклад.

## Відомі люди

### Народилися
- Костянтин Телішевський - український правник, громадський діяч, посол Райхсрату Австро-Угорщини, Галицького сейму[4]
- Роман Завадович (18.12.1903-31.05.1985, Чикаґо) - український письменник, журналіст, педагог.
- Б. Гулай - меценат, громадський діяч.
- Андрій Мирославович Логовський (06.12.1994-05.05.2024) - український військовий, старший сержант. 14 березня 2022 року Андрій став на захист України, залишаючись вірним військовій присязі до останнього подиху. Загинув біля населеного пункту Новопокровське, Покровського району Донецької області.  Похоронено Героя в рідному селі Славна.

## Галерея

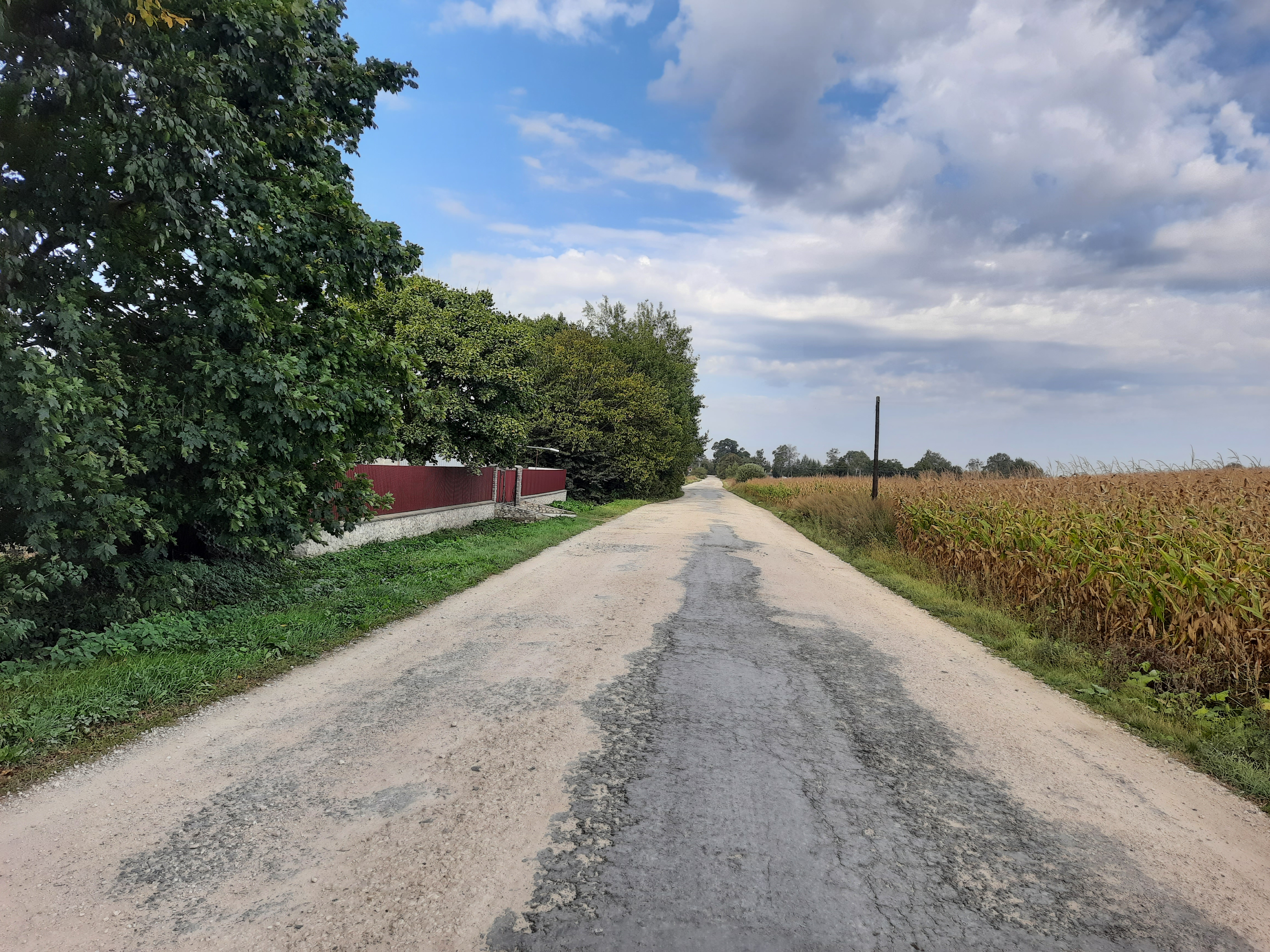
В'їзд у село
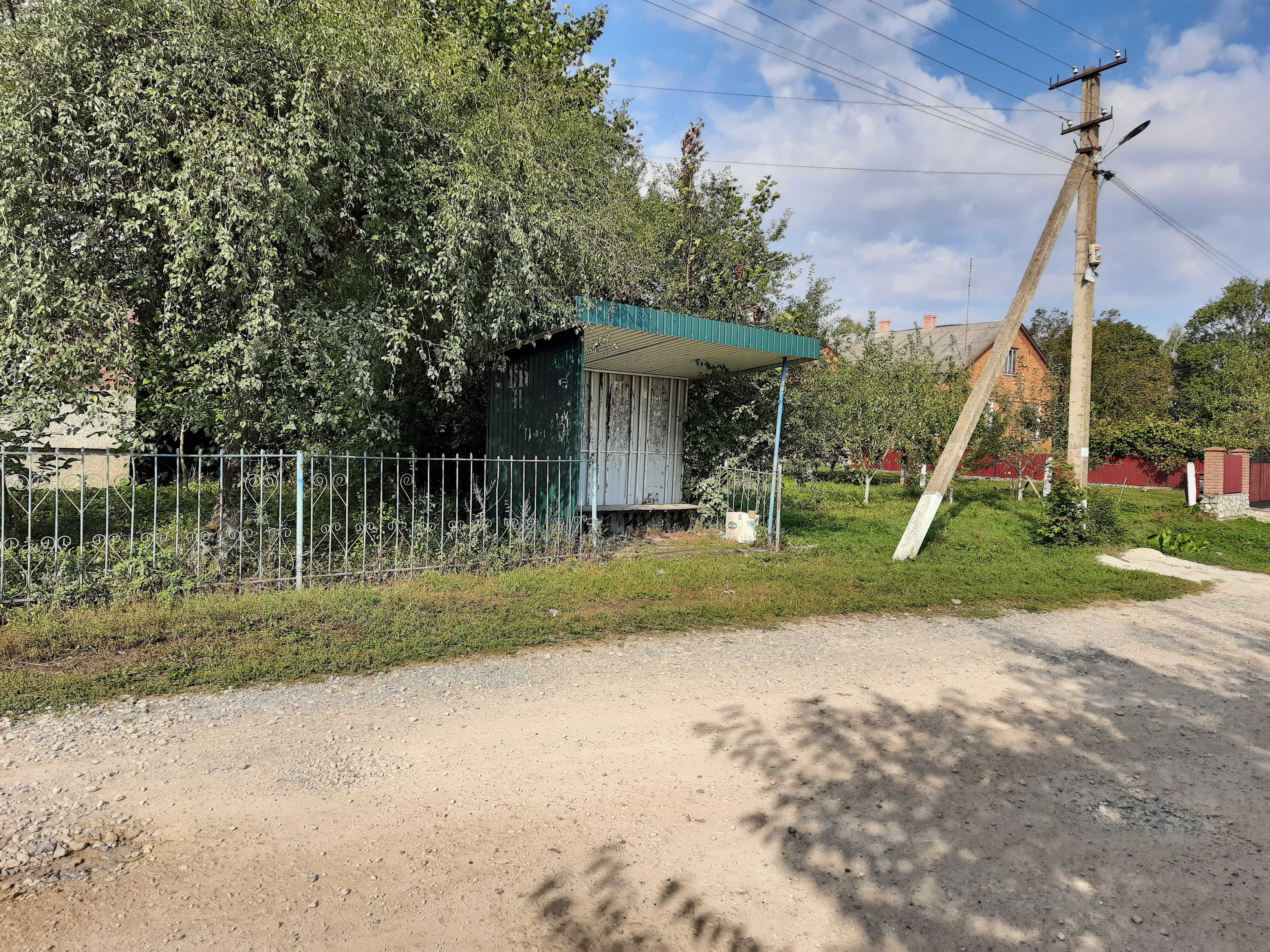
Автобусна зупинка
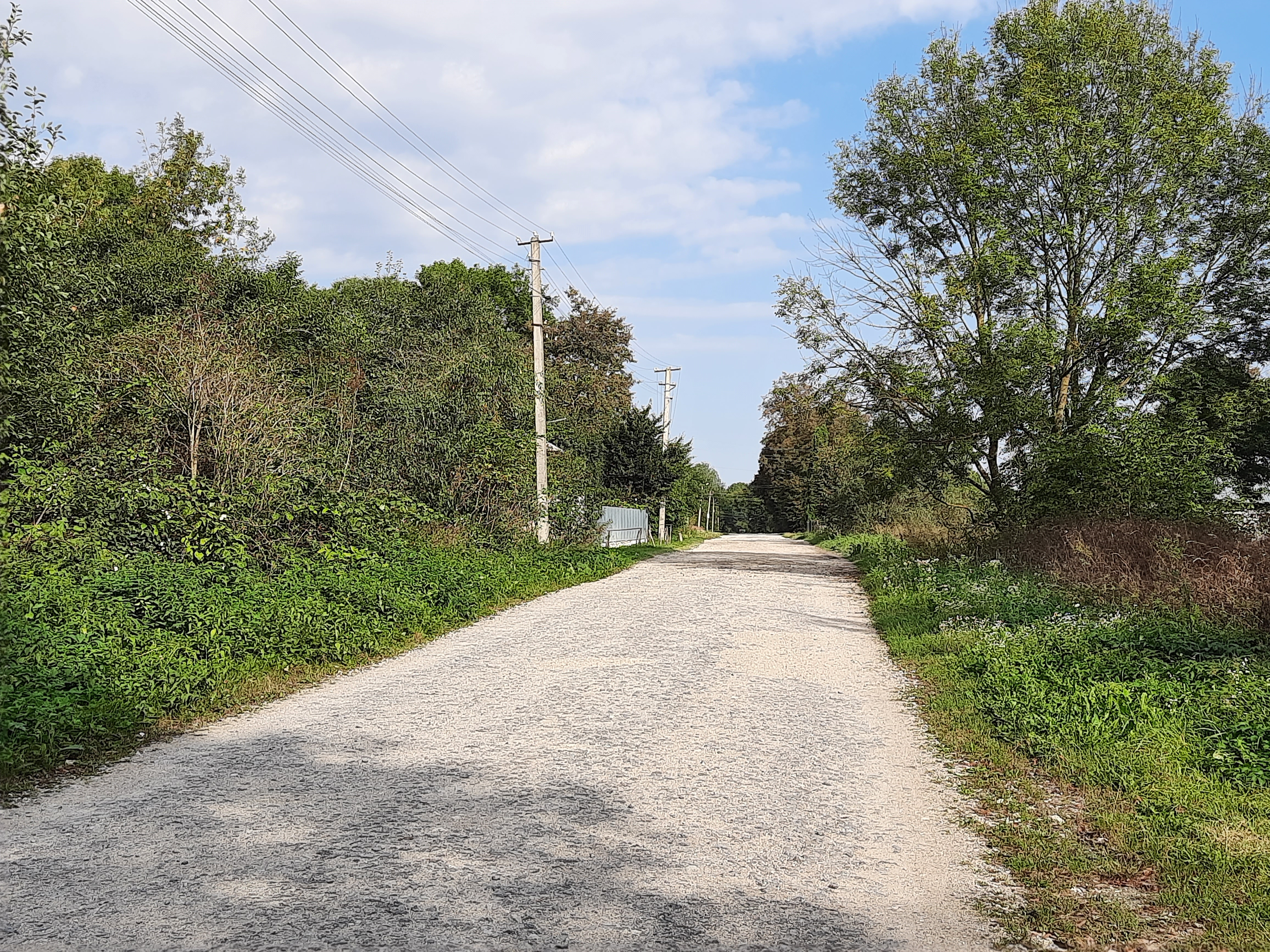
Сільська вулиця